# Evgenij Osipov
Evgenij Vladislavovič Osipov (in russo Евгений Владиславович Осипов?; Temrjuk, 29 ottobre 1986) è un calciatore russo, difensore del Kuban'.